# Tecelão-do-acre
O tecelão-do-acre (nome científico: Cacicus koepckeae) é uma espécie de ave da família Icteridae. Pode ser encontrada no sudeste do Peru, e no estado brasileiro do Acre. Os seus habitats naturais são: florestas subtropicais ou tropicais húmidas de baixa altitude. Está ameaçada por perda de habitat.